# Ozero Dolgoje (sjö i Belarus, Vitsebsks voblast, lat 55,59, long 28,48)
Ozero Dolgoje (ryska: Озеро Долгое) är en sjö i Belarus.   Den ligger i voblasten Vitsebsks voblast, i den norra delen av landet, 200 km norr om huvudstaden Minsk. Ozero Dolgoje ligger 126 meter över havet.
I omgivningarna runt Ozero Dolgoje växer i huvudsak blandskog. Runt Ozero Dolgoje är det ganska tätbefolkat, med 72 invånare per kvadratkilometer.